# Фокс, Гарднер
Гарднер Фрэнсис Купер Фокс  (англ. Gardner Francis Cooper Fox,  20 мая 1911, Бруклин, Нью-Йорк – 24 декабря 1986)  – американский писатель, наиболее известный как автор сценария и создатель многих персонажей для комиксов издательства DC Comics. За всю историю публикаций он написал более 4000 сюжетов.

## Ранняя жизнь и карьера
Гарднер Фокс родился в Бруклине, Нью-Йорк. Он был воспитан в традициях Римской католической церкви. Фокс часто вспоминал, что с раннего возраста его вдохновляли авторы книг в жанре фэнтэзи. В его одиннадцатый день рождения, или около того, он получил в подарок книгу Эдгара Райса Берроуза, содержащую произведения «Боги Марса» и «Владыка Марса», книги, которые «открыли целый новый мир для меня» . Прежде, чем комиксы вообще появились, он прочитал полностью всего Берроуза, Гарольда Лэмба, Тэлбота Манди, как он говорил 50 лет спустя, показывая копии в своей библиотеке.
Фокс получил степень в области юриспруденции в Колледже святого Иоанна и в 1935 году был допущен к адвокатской практике в Нью-Йорке. Он практиковал приблизительно два года, но поскольку Великая депрессия затянулась, он начал писать для редактора DC Comics Вина Салливана. Дебютируя как писатель на страницах журнала Detective Comics, Фокс периодически вносил свою лепту практически в каждую историю и сюжетную линию комиксов Золотого века издательства DC Comics. Он также часто создавал историческую прозу для низкобюджетных журналов 1930-х – 1940-х гг.
Будучи эрудитом, Фокс украсил свои исторические произведения реальными историческими фактами, научными и мифологическими ссылками, однажды сказав: «Знание – разновидность хобби, которое всегда со мной» . Для примера, в свободное время между работой над историями о супергерое Атоме, Фокс занимался Венгерской революцией 1956 года, космической гонкой, Англией XVIII века, миниатюрной живописью, норвежской мифологией и нумизматикой. В своих письмах поклоннику, Джерри Бэйлсу, он указал на наличие довольно обширных наблюдений, сказав: «Я держу две картотеки, которые ломятся от справочного материала. И чердак переполнен книгами и журналами… Всё о науке, природе и необычных фактах. Я могу обратиться к файлам или по крайней мере 2000 книг, которые у меня имеются» 

## Романы
За его карьеру писателя для DC Comics, он также написал романы и рассказы под множеством мужских и женских псевдонимов для таких издательств, как Ace, Gold Medal, Tower, Belmont, Dodd Mead, Hillman, Pocket Library, Pyramid Books and Signet Books.
В течение второй половины 1940-х и в 1950-х гг. он издавал свои рассказы и текстовые наброски в журналах Weird Tales и Planet Stories, а также журналах Amazing Stories и Marvel Science Stories.. Он писал для широкого диапазона дешёвых журналов, включая Baseball Stories, Big Book Football Western, Fighting Western, Football Stories, Lariat Stories, Ace Sports, SuperScience, Northwest Romances, Thrilling Western, и Ranch Romances и многих других издателей.
Фокс также написал пару научно-фантастических романов под названием Warriors of Llarn (1964) (рус. Воины Лларна) и Thief of Llarn (1966) (рус. Вор Лларна).
С 1969 по 1970 издательство Belmont Books опубликовало серию романов в жанре «Меч и магия» (поджанр фэнтэзи, рассказывающий о персонажах, владеющих либо магией, либо мечом, либо и тем, и другим), рассказывающую персонаже Котаре-варваре. Она включала книги: Kothar: Barbarian Swordsman (рус. «Котар: Мечник-варвар»), Kothar of the Magic Sword  (рус. «Котар и волшебный меч»), Kothar and the Demon Queen (рус. «Котар и Королева демонов»), Kothar and the Conjurer's Curse  (рус. «Котар и проклятье иллюзиониста») и заключительная, Kothar and the Wizard Slayer  (рус. «Котар и истребитель колдунов»). Эта серия была продолжена в 1976 году в виде серии книг того же жанра, но уже о Кайрике-варваре: Kyrik: Warlock Warrior (рус. «Кайрик: Воин-колдун»), Kyrik Fights the Demon World (рус. «Кайрик сражается в мире демонов»), Kyrik and the Wizard's Sword (рус. «Кайрик и Меч Волшебника») и Kyrik and the Lost Queen (рус.  «Кайрик и пропавшая королева»).

## Комиксы

### Золотой век
Наиболее ранние истории представляют собой работы над персонажем Спида Сондерса с артами Крэйга Флесселя, а позднее Фрэда Гардинера, появившиеся в выпуске Detective Comics #4 (июнь 1937). Создателем Спида Сондерса первоначально был записан некий «Э. К. Стоунер», что, как многие верят, было псевдонимом Гарднера Фокса. Поскольку 1930-е прогрессировали, Фокс сделал в работе основной упор на персонажах Стива Мэллоуна и Брюса Нельсона для журнала Detective Comics, точно также как он это сделал, работая над персонажем Джованни Затары для Action Comics.
Во время Второй мировой войны Фокс принял на себя обязанность продолжить истории персонажей и арки, созданные и начатые несколькими его коллегами, призванными на военную службу. Он работал на множество компаний, включая предшественника Marvel Comics из 1940-х, Timely Comics, и Magazine Enterprises, принадлежащий Вину Салливану и для которого он создал Скаймена, и в журнале EC (также известный как Entertaining Comics или EC Comics), где он работал на пол-ставки в качестве главного сценариста. С падением популярности супергероев Фокс вводил элементы вестерна, научной фантастики, юмора, романса и забавных историй о животных.

#### Бэтмен
В июле 1939 года, всего через два выпуска после дебюта персонажа, придуманного Бобом Кейном и писателем Биллом Фингером, Фокс пишет свою первую историю о Бэтмене, представившую публике одного из первых злодеев — «Бэтмен встречает Доктора Смерть». Равно как и Кейн, и Фингер, Фокс способствовал развитию персонажа, в том числе благодаря ему появился специальный пояс, содержащий наполненные газом капсулы,, также он способствовал появлению у Бэтмена бэтарангов и другого оборудования двумя выпусками позднее.
Фокс вернётся к историям о Бэтмене в 1964 году. (См. ниже)

#### Песочный человек
В 1939 году Гарднер Фокс совместно с художником Бёртом Криссманом создал Песочного человека, персонажа, носящего противогаз и борющегося с преступностью. Его первое появление в Adventure Comics #40 (июль 1939) дало Фоксу право появиться на Всемирной выставке комиксов в Нью-Йорке.

#### Флэш
Фоксу приписывают написание первых трёх из шести историй во вступительном выпуске Flash Comics (январь 1940), включая дебют главного героя, Флэша Золотого века. Героя, описанного как «современный Меркурий» увидели в студенте колледжа Джее Гаррике, который обрёл сверхчеловеческую скорость после вдыхания паров тяжелой воды. Герой продолжил появляться в различных комиксах, включая All Star, Comic Cavalcade, The Big All-American Comic Book и своих собственных линиях комиксов, Flash Comics и All-Flash.

#### Человек-ястреб
Описывая происхождение Человека-ястреба, Гарднер Фокс вспоминал: «Я столкнулся с проблемой содержания книги комиксов, которую начал издатель Макс Гэйнс… Тогда я сел у окна и заметил птицу, собирающую ветки для гнезда. Птица могла налететь, схватить ветку и снова набрать высоту. И я подумал: „А может ли птица быть достаточно большой, чтобы защищать закон и иметь крючковатый нос?“»
Дебют этой истории в выпуске Flash Comics #1 (январь 1940) можно описать так: «Воображение Фокса превратила эту птицу в огромного, таинственного Человека-ястреба». С артами художника Дэнниса Невилля происхождение «Крылатого Чуда» было описано в виде жизни археолога и коллекционера Картера Холла, реинкарнации принца Хуфу из Древнего Египта; он создаёт костюм (приводимый в действие Энным металлом), противостоит реинкарнации Хат-Сет, угрожающей ему, и находит реинкарнацию своей любви, Шаеру Сандерс.

#### Общество справедливости Америки
Регулярно сочиняя более шести историй для пяти линий комиксов в месяц, в начале 1940-х гг. Фокс продолжил вводить новые элементы.
В то время DC Comics представляло собой две отдельные дочерние компании: All-American Publications Макса Гейнса и National Periodical Publications Джейка Лебовица. И хотя он продолжил писать для National/Detective Comics, Фокс стал главным сценаристом All-American. В то время, как Доктор Фэйт Фокса (а также и некоторые другие работы) были изданы National, Песочный человек, Человек-ястреб и Флэш появились в All-American Comics. Зимой 1940 года, в журнале All Star Comics, выпускаемом All-American Publications, дебютировало Общество Справедливости Америки, первое объединение супергероев в истории комиксов. Фокс работал над появлениями Человека-ястреба, Флэша и Песочного человека для двух выпусков All Star Comics (лето и осень 1940), но уже в третьем выпуске (зима 1940) он принял на себя полные обязанности писателя, работая с различными художниками, и персонажи объединились в «Общество Справедливости»
На страницах All Star Comics#3 под руководством редактора Шелдона Майера и художников, включая Э. Э. Хиббарда, Фокс создал Общество Справедливости Америки. Каждый персонаж — к Доктору Фэйту, Флэшу, Человеку-Ястребу, Песочному человеку присоединились доктор Миднайт, Человек-час, Спектр, Атом и Зелёный Фонарь — был представлен индивидуально (Джонни Тандером) и пережил сольное приключение прежде чем был включён в команду директором ФБР. В апреле 1941 года Фокс создал персонажа по имени Стармен и совместно с художником Джеком Бёрнли представил его на страницах выпуска Adventure Comics #61 (апрель 1941), и персонаж вскоре присоединился к Обществу Справедливости Америки. Фокс писал о приключениях Общества начиная с All Star Comics#3 и до выхода All Star Comics#34 (апрель-май 1947), где он представил нового персонажа, суперзлодея Волшебника.

#### Работы не для DC Comics
Между 1940 и 1941 годами, Фокс писал истории для Columbia Comic Corporation, представившие таких персонажей как Лицо, Марвело, Рокки Райан, Скаймен и Мастер-шпион. В течение приблизительно трёх лет (1947—1950) он также написал несколько работ, включая сценарии и текстовые наброски, для EC Comics, и эти работы впоследствии появились в таких известных журналах как The Crypt of Terror (рус. Склеп ужаса), The Vault of Horror (рус. Хранилище страха) and Weird Fantasy (рус. Странные фантазии), а также в менее известных Gunfighter (рус. Боец на пушках), Happy Houlihans (рус. Счастливые хулиганы), Moon Girl (рус. Лунная девушка), Saddle Justice (рус. Правосудие в седле) и совершенно новом издании Valor (рус. Доблесть) и других.
На рубеже 1940-х-1950-х гг. он работал на Magazine Enterprises над появлениями таких персонажей, как Дюранго Кид, первый Призрачный гонщик, Красный ястреб, Прямая Стрела и Тим Холт, в комиксе о котором появился Призрачный гонщик. Фокс также написал текстовые элементы для Magazine Enterprises, от которого сеть почтовых отделений требовало что-то для определения почтовых ставок для комиксов и дешёвых журналов.
В течение 1950-х гг. Фокс также писал для Avon Comics, прежде всего рассказы о Хроме-варваре и Кентоне из Звёздного патруля.

### Серебряный век
В начале 1950-х гг. Фокс писал про Виджилантэ для Action Comics, а также истории в стиле вестерн на страницах журнала Western Comics и научно-фантастические рассказы журналов издательства DC Comics Mystery in Space (рус. Тайны космоса) и Strange Adventures (рус. Необычные приключения). В 1953 году он вступил в переписку с одним из поклонников, Джерри Бэйлсом, которая первоначально опиралась на увлечение Бэйлсом Обществом Справедливости Америки и журналом All-Star Comics, но в конечном счёте переросла в дружбу, которая не только снабжала Фокса информацией и влияла на зарождение Серебряного века комиксов, но и оказало влияние на становление сообщества фанатов комиксов, в котором Бэйлс играл ключевую роль.
В середине 1950-х гг. в связи с тем, что к комиксам были применены суровые меры, введённые подчинённой Фредерику Уэртману Подкомиссией по случаям совращения малолетних и Подкомиссией по делам несовершеннолетних Соединённых Штатов, содержание комиксов подверглось радикальным перестройкам и жесточайшей цензуре. Частично в ответ на эти меры редактор DC Comics Юлиус Шварц начал широкомасштабный пересмотр/широкомасштабное возрождение героев Золотого века и «Фокс стал одним из писателей… которых Шварц позвал, чтобы помочь в этом» . Серебряный век комиксов начался на страницах Showcase #4 (октябрь 1956) с радикального пересмотра персонажа Флэша писателями Робертом Кэнигэром и Джоном Брумом совместно с художником Кармином Инфантино.
Фокс описал большинство приключений научно-фантастического героя Серебряного века Адама Стрэнджа, который дебютировал в выпуске Showcase #17 (ноябрь 1958),  написанном Гарднером Фоксом и иллюстрированном Майком Сековски. Истории об Адаме Стрэндже стали результатом сотрудничества Гарднера Фокса и создателя персонажа Юлиуса Шварца. Под «творческим руководством» Фокса и Шварца «Человеку-ястребу и Атому дали новые костюмы, новые личности» и собрали аудиторию поклонников, старых и новых. Фокс ввёл нового Человека-ястреба в выпуске The Brave and the Bold #34 (март 1961), а также нового Атома, дебютировавшего в выпуске Showcase #34 (сентябрь-октябрь 1961), проиллюстрированном Джил Кейн.

#### Лига справедливости Америки
Ещё один существенный успех Фоксу обеспечило возрождение в Серебряном веке Общества Справедливости Америки в виде Лиги Справедливости Америки, объединения, которое впервые появилось в выпуске The Brave and the Bold #28 (февраль-март 1960). Почти сражу же получившая собственную линию комиксов, Лига Справедливости могла, по мнению создателей, стать основой всей Вселенной DC. Суперзлодею Доктору Свету первым довелось сразиться с командой супергероев в выпуске #12 (июнь 1962). Выпуски Justice League of America #21 и #22 (август и сентябрь 1963) были первыми, которые показали объединение Лиги Справедливости и Общества Справедливости Америки в одну команду, а также первыми, в которых слово «Кризис» было употреблено в названии кроссовера с участием персонажей обоих объединений. Последующим объединением в команду было введение Преступного Синдиката Америки с Земли-3. Персонаж Затанны, созданный Фоксом и художником Мёрфи Андерсеном, появился в выпуске Hawkman #4 (ноябрь 1964), а затем, появившись в выпусках с различными названиями, окончательно закрепился в выпуске Justice League of America #51 (февраль 1967). Писатель Гарднер Фокс и художник Майк Сековски были группой создателей в течение восьми лет издания сюжетной линии. Последним выпуском для Сековски оказался #63 (июнь 1968), а для Фокса - #65 (сентябрь 1968).

#### Мультивселенная
Фокс ввёл в серии комиксов Flash of Two Worlds!, начиная с выпуска The Flash #123 (сентябрь 1961), концепцию, что герои Золотого века существовали на параллельной Земле, известной как Земля-2. Эта концепция объявило более широкое понятие, Мультивселенную DC Comics, позволив супергероям сосуществоать и регулярно встречаться в кроссоверах. На Гарднера Фокса ссылаются в истории, где Барри Аллен утверждает, что причиной появления комиксов о Флэше Золотого века в его мире была экстрасенсорная связь между мирами.

#### Бэтмен Серебряного века
В 1964 году Шварца сделали ответственным за возрождение практически закрытой серии комиксов о Бэтмене и Фокс вернулся к написанию историй о приключениях Бэтмена. Следуя традициям Серебряного века, он возвратил многих персонажей, включая Загадочника и Пугало. История Фокса Remarkable Ruse of the Riddler (рус.  Головоломная уловка Загадочника), иллюстрированная художником Шелдоном Молдоффом, вышла в выпуске Batman #171 (май 1965). Восемнадцатью выпусками позже Фокс и Модофф возродили персонажа профессора Джонатана Крэйна в истории Fright of the Scarecrow (рус.  Боязнь Пугала), вышедшей в выпуске Batman #189 (февраль 1967), обеспечив появление на Земле-1 Пугала. Гарднер Фокс и художник Кармин Инфантино создали персонажа Барбары Гордон, как новой версии Бэтгёрл, в истории The Million Dollar Debut of Batgirl! (рус.  «Дебют Бэтгёрл стоимостью миллион долларов!»), вышедшей в выпуске Detective Comics #359 (январь 1967). Последней историей о Бэтмене, написанной Фоксом, была Whatever Will Happen to Heiress Heloise? рус.  «Что же случится с наследницей Элоиз?»), изданной в выпуске Detective Comics #384 (февраль 1969).

### Уход из DC
Фокс прекратил сотрудничество с DC в 1968 году, когда компания отказалась давать медицинское страхование и другие льготы сотрудникам преклонного возраста. Фокс, который создал много исторических приключений, детективов с элементами мистики и научно-фантастических романов в 1940-х-1950-х гг. всё своё время начал посвящать написанию романов, как под настоящим именем, так и под псевдонимами. Небольшое количество комиксов всё же вышло, но Фокс больше сосредоточился на прозе, написав около 100 произведений в жанрах: научная фантастика, меч и магия, шпионский роман, детектив, фэнтэзи, романс, вестерн и исторический роман.
Среди его произведений есть также новеллизация произведения Ирвина Аллена, созданного по мотивам приключенческого романа Жюля Верна «Пять недель на воздушном шаре», две книги в серии «Лларн», пять книг о Котаре-варваре, четыре книги о Кайрике-варваре.
Для журнала Tower Books, он под псевдонимом Род Грэй написал в период между 1968 и 1975 годами от тринадцати до двадцати пяти романов серии «Леди из ПОХОТи» (Подпольного Объединения «Хорьков» и Террористов) (англ.  Lady from L.U.S.T. (League of Undercover Spies and Terrorists)). Используя псевдоним Глен Чейз, Фокс, в соавторстве с Рошель Ларкин и Леонардом Левинсоном, написал часть серии Cherry Delight, The Sexecutioner (рус.  «Вишнёвое восхищение. Сексекутор»).

### Поздние работы над комиксами
В начале 1970-х Фокс работал на издателя-конкурента DС Comics, издательство Marvel Comics, сочиняя сценарии для серий The Tomb of Dracula (рус.  «Могила Дракулы»), Red Wolf (рус.  «Красный волк»)  и Doctor Strange (рус.  «Доктор Стрэндж»), персонаж Доктора Стрэнджа появился в выпусках Marvel Premiere. В 1971 году, когда издательство Skywald Publications переиздала часть своих серий под названием Demona (рус.  «Демона»), Nightmare (рус.  «Ночной кошмар»), Red Mask (рус.  «Красная маска»)  Zanagar (рус.  «Занагар»), Фокс в это же время ведёт работу в издательстве Warren Publications, издающем журналы Creepy (рус.  «Жуткий») и Eerie (рус.  «Зловещий»)
К концу жизни, в 1985, он недолго работал на издательство Eclipse Comics, в том числе создавая научно-фантастическую антологию Alien Encounters (рус.  «Вторжение пришельцев»).

## Увлечения и признание
За всю его карьеру авторству Фокса можно приписать около 1500 историй для DC Comics, что ставит его на второе место (после Роберта Кэнигэра) по творческой плодотворности, но Фокс ненамного отстал от своего конкурента. В июле 1971 года Фокс дал оценку своему творчеству, сказав, что написал более 50 миллионов слов за свою карьеру только на то время.
Он был членом многих литературных и жанровых объединений, включая Академию Искусства графического романа (англ. Academy of Comic Book Arts) и двух объединений Лиги Писателей – Лиги Писателей Америки (англ. the Authors League of America) и Писатели-фантасты Америки (англ. Science Fiction Writers of America). Как адвокат он также был членом престижного юридического братства Фи-Дельта-Фи.
Фокс был фанатом спорта и ему одинаково нравились бейсбол (Гарднер Фокс болел за команду «Нью-Йорк Метс») и американский футбол (его любимой командой была «Нью-Йорк Джетс»), и (в 1971) у него имелся абонемент (то есть один общий билет на весь спортивный сезон) на игры Св. Иоанна. Будучи увлечённым читателем, он заявлял: «У меня два любимых писателя. Первым, тот, о котором, я уверен, практически никто не слышал, является Джеффри Понд. У меня есть каждая книга, написанная им. Вторым я бы назвал писателя в жанре детектива с элементами мистики Джона Диксона Карра, стилем которого я чрезвычайно восхищаюсь… и конечно старые-добрые Меррит – его я люблю особенно – и, конечно же, Берроуз».

### Награды
Фокс в 1962 году дважды получил премию «Аллея Звёзд» (англ. Alley Awards) – как Лучший автор сценария для комиксов и как Лучший автор сюжета книжного формата  (The Planet that Came to a Standstill (рус.  «Планета, которая зашла в тупик») в выпуске Mystery in Space #75, совместно с художником Кармином Инфантино) – а в 1963 году он получил ту же премию как автор самой популярной книги комиксов (за сюжетную линию «Кризис двух миров» (англ. Crisis on Earths 1 and 2) в выпусках Justice League of America #21–22, совместно с художником Майком Сековски), а также в 1965 году – за лучший роман («Соломон Гранди идёт войной на Рэмпэйдж» (англ. Solomon Grundy Goes on a Rampage) в выпуске Showcase #55, совместно с художником Мёрфи Андерсеном).
Он был почётным гостем на Конвенции графического романа В Нью-Йорке в 1971. В 1982 он на конвенции Skycon II был награждён премией «Премия Жюля Верна за прижизненные достижения».
В 1988 году он посмертно был награждён премией Харви и попал в Зал славы Джека Кирби; год спустя он попал в Зал славы Премии Эйснера.
В 2007 году Фокс был одним из двух награждённых премией года Bill Finger Award за выдающийся опыт в создании книг комиксов. Премия была приурочена к проведению Международного комик-кона в Сан-Диего.

## Наследие
В 1967 году литературный агент Гарднера Фокса, Август Лениджер, предложил ему пожертвовать свои заметки, корреспонденцию и черновики Университету Орегона как альтернативу уплате налогов. Фокс пожертвовал более четырнадцати коробок комиксов, книг, сценариев, набросков идей и писем поклонников, относящихся к периоду 1940-х гг. На данный момент всё это составляет большую часть университетской Коллекции Фокса.
В честь Гарднера Фокса был назван персонаж Зелёного Фонаря Гая Гарднера. В 1985 году DC Comics назвала Гарднера Фокса одним из 50 Тех, Кто Сделал DC Comics Великими (англ. Fifty Who Made DC Great).
Гарднер Фокс скончался 24 декабря 1986 года. С ним до конца была его семья: жена Линда, сын Джеффри, дочь Линда и четыре внука.
В 2002 году студия Cartoon Network запустила в эфир эпизод мультсериала Лига Справедливости, названный «Легенды», как дань уважения созданному Фоксом Обществу Справедливости Америки и регулярным кроссоверам с персонажами Общества Справедливости Америки и Лиги Справедливости. Эпизод был посвящён Фоксу. Кроме того, в эпизоде под названием «Потерянный рай» репортёр теленовостей сообщает о приближении Урагана Гарднера.
В шестом эпизоде второго сезона мультсериала «Юная Лига Справедливости» во время бедствия, разрушившего часть города, Флэш спасает бездомную женщину и направляет её в приют на углу улиц Гарднер и Фокс.

### DC Comics
- Action Comics #8–79 (о Джованни Затара); #134, 139–144 (о Виджилантэ); #138 (О Конго Билле) (1939–1950)
- Adventure Comics #35–67, 69–77, 81, 83–89 (1939–1944)
- All-American Western #105–106, 113, 115 (1949–1950)
- All-Flash’' #6–24, 28 (1942–1947)
- All-Flash Quarterly #1–5 (1941–1942)
- All Star Comics #1–34, 46, 50, 53 (1940–1950)
- All Star Western #62, 90–92, 94–95, 97–99. 107–119 (1951–1961)
- Atom #1–37 (1962–1968)
- Atom and Hawkman #40–41 (1968–1969)
- Batman #41, 165, 170–172. 174–175. 179, 181, 183–184, 186, 188–192, 194–197, 199, 201–202 (1947, 1964–1968)
- Big All-American Comic Book #1 (1944)
- Boy Commandos #36 (1949)
- The Brave and the Bold #28–30 (о Лиге Справедливости); #34–36, 42–44 (о Человеке-ястребе); #45–49 (о Стрэндж Спортс); #1–62 (о Стармене и Чёрной Канарейке) (1960–1965)
- Comic Cavalcade #1–19 (1942–1947)
- Detective Comics #4–26, 37–43 (о Спиде Сондерсе); #29–34, 331. 333–340, 344–345, 347, 349, 351, 353, 356, 359, 361, 363, 366–369, 371, 374, 376–377, 384 (о Бэтмене); #328–330, 332–339, 341–342, 345–358, 360–365, 367–383 (об Удлиняющемся человеке) (1937–1969)
- The Flash #117, 123, 129, 137–138, 140, 142–146, 150–152, 154, 159, 162, 164, 166–167, 170–171, 177 (1960–1968)
- Flash Comics #1–80 (1940–1947)
- Funny Stuff #22–27 (1947)
- Green Lantern #27 (1947)
- Green Lantern vol. 2 #16–17, 21–23, 25–29, 32–38, 41–44, 46, 48, 50, 57–58, 60, 62, 65, 67 (1962–1969)
- Hawkman #1–21 (1964–1967)
- Hopalong Cassidy #86, 89, 91–92, 112–113, 115, 117–121, 124 (1954–1957)
- Jimmy Wakely #1–3, 7–9, 11, 15 (1949–1952
- Justice League of America #1–38, 40–47, 49–57, 59–65 (1960–1968)
- More Fun Comics #55–95 (о Докторе Фэйте) (1940–1944)
- Mystery in Space #1–5, 7–15, 31–32, 36, 41, 43, 45–48, 50–91 (1951–1964)
- New York World's Fair Comics #1–2 (1939–1940)
- Sensation Comics #1–10, 109 (1942–1952)
- Showcase #15–16 (о космическом рэйнджере); #17–19 (об Адаме Стрэндже); #34–36 (об Атоме); #55–56 (О Докторе Фэйте и Человеке-часе); #60–61, 64 (о Спектре) (1958–1966)
- Spectre #1–2, 6–7 (1967–1968)
- Strange Adventures #1–21, 23–26, 29—30, 35, 38, 50, 69, 71, 73–74, 78–81, 83–84, 86–97, 99, 101–107, 109–116, 118–159, 161, 163, 226 (1950–1970)
- Superboy #20 (1952)
- Western Comics #4, 19–21, 23–27, 31–37. 39–46, 56–85 (1948–1961)
- World's Best Comics #1 (1941)
- World's Finest Comics #2–8, 51–60, 62, 64 (1941–1953)

### Marvel Comics
- Chamber of Chills #2–4 (1973)
- Creatures on the Loose #26–27 (1973–1974)
- Doc Savage #5–7 (1973)
- Dracula Lives! #4 (1974)
- Gunhawks #7 (1973)
- Journey into Mystery vol. 2 #4 (1973)
- Marvel Premiere #5–8 (о Докторе Стрэндже) (1972–1973)
- Marvel Spotlight #1 (о Красном Волке) (1971)
- Monsters Unleashed #1 (1973)
- Red Wolf #2–8 (1972–1973)
- The Tomb of Dracula #5–6 (1972–1973
- Vampire Tales #1–2 (1973)

### Независимые серии
Об Алане Моргане
- 1 Warrior of Llarn (1964)
- 2 Thief of Llarn (1966)

О Котаре-варваре
- 1 Kothar - Barbarian Swordsman (1969)
- 2 Kothar of the Magic Sword! (1969)
- 3 Kothar and the Demon Queen (1969)
- 4 Kothar and the Conjurer's Curse (1970)
- 5 Kothar and the Wizard Slayer (1970)

О Кайрике-варваре
- 1 Kyrik: Warlock Warrior (1975)
- 2 Kyrik Fights the Demon World (1975)
- 3 Kyrik and the Wizard's Sword (1976)
- 4 Kyrik and the Lost Queen (1976)

О Ниалле-варваре
- 1 Shadow of a Demon (1976)
- 2 Beyond the Wizard Fog (1977)
- 3 The Stolen Sacrifice (1978)
- 4 The Thing From the Tomb (1979)
- 5 The Eyes of Mavis Deval (1980)
- 6 The Cube From Beyond (1980)
- 7 The Cup of Golden Death (1980)
- 8 Out of the Eons (1980)
- 9 The Lure of the Golden Godling (1980)
- 10 The Coming of the Sword (1981)

### Романы
- Five Weeks in a Balloon (1962)
- Escape Across the Cosmos (1964) издавались только:
  - под названием: Escape Across the Cosmos (1964) [как Гарднер Фокс ]
  - под названием: Titans of the Universe (1978) [как Мунчайлд (имя на вложенной титульной странице)/ Джеймс Харви (имя на обложке) ]
- The Arsenal of Miracles (1964)
- The Hunter Out of Time (1965)
- Beyond the Black Enigma (1965) [только как Барт Соммерс]
- Abandon Galaxy! (1967) [только как Барт Соммерс]
- Laid in the Future (1969) [только как Род Грэй]
- The Druid Stone (1970) [только как Саймон Мэйджорс]
- Conehead (1973)
- Omnibus
- The Arsenal of Miracles / Endless Shadow (1964) [O/2N] в соавторстве с Джоном Браннером
- Fantasy Inverno 1993. Spade per la gloria (1993) [O]

Литература нон-фикшн:
- Thun'da: King of the Congo (2010) в соавторстве с Фрэнком Фрэззэттой и Бобом Пауэллом [имена авторов стоят: Фрэнк Фрэзэтта, Гарднер Фокс и Боб Пауэлл]

### Без жанра
- One Sword for Love (1953)
- Iron Lover (1959)
- The Bastard of Orleans (1960)
- The Lion of Lucca (1966)
- The Bold Ones (1976)

Короткие литературные рассказы

### О Хроме-варваре
- 1 Crom the Barbarian (1950) в соавторстве с Джоном Гинтой [только как Гарднер Фокс и Джон Гинта]
- 2 The Spider God of Akka! (1950) в соавторстве с Джоном гинтой  [только как Гарднер Фокс и Джон Гинта]

### Независимые рассказы
- The Weirds of the Woodcarver (1944)
- The Last Monster (1945)
- Man nth (1945)
- Engines of the Gods (1946)
- Rain, Rain, Go Away! (1946)
- Heart of Light (1946)
- The Man the Sun-Gods Made (1946)
- Sword of the Seven Suns (1947)
- Vassals of the Lode-Star (1947)
- Werwile of the Crystal Crypt (1948)
- When Kohonnes Screamed (1948)
- The Rainbow Jade (1949)
- Temptress of the Time Flow (1950)
- Tonight the Stars Revolt! (1952)
- The Warlock of Sharrador (1953)
- The Holding of Kolymar (1972)

### Эссе
- Letter (Fantastic Novels, сентябрь 1940): A. Merritt Books Scarce (1940)
- P.S.'s Feature Flash (1947)
- Letter (Planet Stories, весна 1948): Fox Lets Fly (1947)
- Foreword (Kothar of the Magic Sword!) (1969)
- Introduction (Kyrik: Warlock Warrior) (1975)